# Rodvínov
Rodvínov település Csehországban, a Jindřichův Hradec-i járásban. Rodvínov Jarošov nad Nežárkou, Blažejov, Horní Skrýchov és Jindřichův Hradec településekkel határos. Lakosainak száma 631 fő (2024. január 1.).

## Népesség
A település lakosságának változását az alábbi diagram mutatja:
| Lakosok száma | 505  | 544  | 548  | 379  | 336  | 392  | 588  | 596  | 638  | 631  |
|               | 1869 | 1890 | 1921 | 1950 | 1980 | 2001 | 2017 | 2019 | 2022 | 2024 |